# Ервін Роде
Ервін Роде (нім. Erwin Rohde; 9 жовтня 1845 — 11 січня 1898)  — німецький класичний філолог, професор Кільського, Єнського та Тюбіґенського університетів, кореспондент і студентський товариш Фрідріха Ніцше.

## З біографії
Роде народився в Гамбурзі і був сином лікаря. За межами антикварних кіл Роде сьогодні відомий головним чином завдяки своїй дружбі та листуванню з колегою-філологом Фрідріхом Ніцше. Вони разом навчалися у Бонні та Лейпцигу, де вивчали філологію під керівництвом Фрідріха Вільгельма Рітшля. У 1872 році Роде став професором Кільського університету. Пізніше він був професором у Єні (1876), Тюбінгені (1878) і, нарешті, Гейдельберзі, де він помер у 1898 році після поступового погіршення здоров'я.
Його «Психіка» (1890—1894) залишається стандартним довідником грецьких культових практик і вірувань, пов'язаних з душею.
Його праця «Грецький роман і його попередники» (1876) була визнана Михаїлом Бахтіним «найкращою книгою з історії античного роману» і досі вважається однією з найвидатніших «пам'яток німецької класичної науки XIX ст.».